# Liste de samouraïs de l'époque Sengoku
 (février 2022).
Si vous disposez d'ouvrages ou d'articles de référence ou si vous connaissez des sites web de qualité traitant du thème abordé ici, merci de compléter l'article en donnant les références utiles à sa vérifiabilité et en les liant à la section « Notes et références ».
Cet article dresse la liste des samouraïs de la période Sengoku (1477-1573), une époque de l'histoire du Japon marquée par des turbulences sociales, des intrigues politiques et des conflits militaires quasi permanents.

## Les samouraïs de la période Sengoku
A
- Akai Naomasa
- Akai Teruko
- Akao Kiyotsuna
- Akashi Takenori
- Akechi Hidemitsu
- Akechi Mitsuharu
- Akechi Mitsutada
- Akechi Mitsutsuna
- Akechi Mitsuyoshi
- Akiyama Nobutomo
- Amakasu Kagemochi
- Anayama Nobukimi
- Anayama Nobutomo
- Andō Morinari
- Asakura Kageaki
- Azai Hisamasa
- Azai Sukemasa

B
- Baba Nobuharu
- Ban Naoyuki

C
- Chaya Shirōjirō
- Chōsokabe Nobuchika

D
- Date Shigezane

E
- Endo Naotsune

G
- Gotō Matabei

H
- Hara Masatane
- Hashiba Hidekatsu
- Hattori Masanari
- Hayashi Narinaga
- Honda Narishige
- Honda Shigetsugu
- Honjō Shigenaga
- Hōjō Tsunashige
- Hōjō Ujikuni
- Hōjō Ujinori
- Hōjō Ujiteru
- Hoshina Masatoshi

I
- Ichinomiya Munekore
- Ii Naochika
- Ii Naomori
- Ii Naotora
- Ikeda Motosuke
- Imafuku Masakazu
- Inaba Yoshimichi
- Iriki-In Shigetomo
- Ishikawa Kazumasa
- Iio Noritsura
- Iio Tsuratatsu
- Isono Kazumasa
- Iwanari Tomomichi

K
- Kaihime
- Kakizaki Kageie
- Kani Saizō
- Karasawa Genba
- Katakura Shigenaga
- Katsurayama Ujimoto
- Kimura Shigenari
- Kobayakawa Hidekane
- Kojima Yatarō
- Kōsaka Masanobu
- Kuki Yoshitaka
- Kuki Moritaka
- Kumabe Chikanaga

M
- Maeda Nagatane
- Maeda Keiji
- Maeda Toshimasa
- Makara Naotaka
- Matsuda Masachika
- Matsudaira Nobuyasu
- Matsunaga Danjo Hisahide
- Mori Nagayoshi
- Mori Ranmaru
- Mori Yoshinari
- Mōri Katsunaga
- Mōri Motokiyo
- Mōri Yoshikatsu
- Murai Nagayori
- Murakami Yoshikiyo

N
- Nagano Narimasa
- Nagao Fujikage
- Nagao Masakage
- Nagao Tamekage
- Naitō Masatoyo
- Nakagawa Hidemasa
- Naoe Kagetsuna
- Naoe Kanetsugu
- Natsume Yoshinobu
- Niiro Tadamoto
- Nomi Munekatsu

O
- Obata Masamori
- Obata Toramori
- Obu Toramasa
- Oda Hidenobu
- Oda Hidetaka
- Oda Katsunaga
- Oda Nobuharu
- Oda Nobuhiro
- Oda Nobukane
- Oda Nobutada
- Oda Nobutoki
- Oda Nobuyuki
- Oniniwa Tsunamoto
- Oyamada Nobushige

S
- Saji Kazunari
- Saitō Toshimitsu
- Sakai Masahisa
- Sakuma Morimasa
- Sakuma Nobumori
- Sanada Nobutsuna
- Sanada Nobuyuki
- Sanada Yukimura
- Shibata Naganori
- Shima Sakon
- Shimazu Iehisa
- Shimazu Toshihisa
- Shimazu Toyohisa
- Sogō Kazumasa
- Sue Harukata

T
- Tachibana Ginchiyo
- Tachibana Muneshige
- Takeda Nobukado
- Takeda Nobushige
- Takenaka Hanbei
- Takenaka Shigekado
- Torii Suneemon
- Toyotomi Hidenaga
- Toyotomi Hideyori
- Tsutsui Sadatsugu

U
- Uesugi Kagetora
- Uesugi Tomosada
- Ujiie Naotomo
- Ujiie Yukihiro
- Usami Sadamitsu

Y
- Yamagata Masakage
- Yamamoto Kansuke
- Yamanaka Shikanosuke